# Villa Altagracia
Villa Altagracia ist eine Gemeinde in der Dominikanischen Republik. Sie ist eine von acht Gemeinden der Provinz San Cristóbal und hat 38.862 Einwohner (Zensus 2010) in der städtischen Siedlung. In der gesamten Gemeinde Villa Altagracia leben 84.312 Einwohner.

## Gliederung
Villa Altagracia gliedert sich in vier Bezirke:
- Villa Altagracia
- San José del Puerto
- Medina
- La Cuchilla